# Карлос Діттборн (стадіон)
Стадіон імені Карлоса Діттборна розташований у місті Аріка, Чилі, і був урочисто відкритий 15 квітня 1962 року. Це місце проведення домашніх матчів Сан-Маркос де Аріка. Стадіон названо на честь спортивного діяча Карлоса Діттборна Пінто, президента КОНМЕБОЛ та оргкомітету Чемпіонату світу 1962 року, який помер за кілька днів до його інавгурації. Стадіон пройшов повну реконструкцію між 2012 та 2014 роками, що зменшило його місткість з 14 373 до 9700 глядачів.

## Історія
Стадіон був створений за ініціативою Хунти де Аделанто де Аріка у відповідь на відмову від Антофагасти як репрезентативного місця для північного Чилі. Як анекдот, муніципалітет Аріки погодився розподілити воду для міста протягом 3 днів на тиждень, щоб трава росла в оптимальних умовах для проведення чемпіонату світу. Організатори Чемпіонату світу 1962 року обрали північне місто Аріка, вважаючи, що Перу напевно пройде кваліфікацію і приїде зі своїми вболівальниками через близькість до кордону з цією країною, але в підсумку саме Колумбія, всупереч усьому, вибила Перу з-поміж претендентів.
Валентин Гранаткін, віцепрезидент ФІФА і керівник футболу в Радянському Союзі, розповів про стадіон журналу En Viaje: «Коли я більш як 2 годин бачив пустелю з ілюмінатора літака, я був приголомшений і думав, що не може бути правдою, що в цих місцях проводяться матчі чемпіонату світу. Але опинившись на місці, я побачив, на що здатна робота людини, яка прагне досягти мети».
Вартість будівництва цього стадіону тоді становила 450 000 доларів США (сьогодні це еквівалент 3 700 000 доларів США).
Стадіон «Карлос Діттборн» став місцем єдиного олімпійський голу (станом на 2018 рік), забитого на чемпіонаті світу. Його забив колумбієць Маркос Колл у матчі між Колумбією та Радянським Союзом 3 червня 1962 року.

## Чемпіонат світу з футболу 1962

### Матчічемпіонату світу з футболу 1962 року
| 30 травня 1962 15:00 CLT (UTC−4) |

| Уругвай               | 2–1      | Колумбія           |
| --------------------- | -------- | ------------------ |
| Кубілья 56' Сасія 75' | Протокол | Сулуага 19' (пен.) |

| Естадіо Карлос Діттборн, Аріка Глядачів: 7,908 Арбітр: Андор Дорогі (Угорщина) |

| 31 травня 1962 15:00 CLT (UTC−4) |

| СРСР                       | 2–0      | Югославія |
| -------------------------- | -------- | --------- |
| Іванов 51' Понєдєльнік 83' | Протокол |           |

| Естадіо Карлос Діттборн, Аріка Глядачів: 9,622 Арбітр: Альберт Душ (ФРН) |

| 2 червня 1962 15:00 CLT (UTC−4) |

| Югославія                                | 3–1      | Уругвай     |
| ---------------------------------------- | -------- | ----------- |
| Скоблар 25' (пен.) Галич 29' Єркович 49' | Протокол | Кабрера 19' |

| Естадіо Карлос Діттборн, Аріка Глядачів: 8,829 Арбітр: Кароль Гальба (Чехословаччина) |

| 3 червня 1962 15:00 CLT (UTC−4) |

| СРСР                                        | 4–4      | Колумбія                                 |
| ------------------------------------------- | -------- | ---------------------------------------- |
| Іванов 8', 11' Численко 10' Понєдєльнік 56' | Протокол | Асерос 21' Коль 68' Рада 72' Клінгер 86' |

| Естадіо Карлос Діттборн, Аріка Глядачів: 8,040 Арбітр: Жуан Етцел Фільйо (Бразилія) |

| 6 червня 1962 15:00 CLT (UTC−4) |

| СРСР                   | 2–1      | Уругвай   |
| ---------------------- | -------- | --------- |
| Мамикін 38' Іванов 89' | Протокол | Сасія 54' |

| Естадіо Карлос Діттборн, Аріка Глядачів: 9,973 Арбітр: Чезаре Йонні (Італія) |

| 7 червня 1962 15:00 CLT (UTC−4) |

| Югославія                                 | 5–0      | Колумбія |
| ----------------------------------------- | -------- | -------- |
| Галич 20', 61' Єркович 25', 87' Мелич 82' | Протокол |          |

| Естадіо Карлос Діттборн, Аріка Глядачів: 7,167 Арбітр: Карлос Роблес (Чилі) |

#### Чвертьфінал
| 10 червня 1962 14:30 CLT (UTC−4) |

| Чилі                    | 2–1      | СРСР         |
| ----------------------- | -------- | ------------ |
| Л. Санчес 11' Рохас 29' | Протокол | Численко 26' |

| Естадіо Карлос Діттборн, Аріка Глядачів: 17,268 Арбітр: Лео Горн (Нідерланди) |

## Кубок Тихого океану 2012

### Перший матч Тихоокеанського кубка 2012
| 21 ,thtpyz 2012 22:00 |

| Чилі | 3:1 (2:1) | Перу |
| ---- | --------- | ---- |
|      | Протокол  |      |

| Карлос Діттборн (стадіон) Глядачів: 11 000 Арбітр: Хуліо Кінтана (Парагвай) |

## Інші майданчики
Стадіон Карлоса Діттборна розташований у спортивному комплексі, який включає 2 інші міністадіони, розташовані на південь від головного стадіону. Поле № 3 «Альфредо Россі Монтана» має трибуни місткістю близько 3500 глядачів і використовувалося командою Сан-Маркос де Аріка в турнірі Прімери B 2010 року під час першого етапу реконструкції головного стадіону. Сьогодні воно використовується для гри в регбі. Зі свого боку, друге поле, відоме як «Segundo 'Chirimino' Mamani», з 2012 року має поле з синтетичним покриттям і вміщує 400 глядачів, і використовується нижчими дивізіонами Сан-Маркос-де-Аріка.